# ビールかけ
ビールかけ（ビール掛け）は、スポーツのイベントにおいて優勝した際、祝勝会で選手・監督・コーチおよび関係者などが互いにビールをかけ合う風習である。
日本のプロ野球球団が、リーグ戦、クライマックスシリーズ、日本選手権シリーズの優勝時に行うことで知られる。

## 起源
アメリカ合衆国では、メジャーリーグを始めとして多くのスポーツにおいて、古くから優勝者や優勝したチームがシャンパンをかけ合って喜ぶ習慣（シャンパンファイト）があったが、日本にはもともとこのようなものは存在せず、優勝が決定しても、選手や監督はビールで乾杯をする程度だった。
日本では、1959年（昭和34年）、南海ホークスが4年ぶりにリーグ優勝を決めた際という説と、ホークスが1959年の日本シリーズで読売ジャイアンツを破って日本一となったあとという説があるが、いずれによっても、東京都中野区の「中野ホテル」（当時の南海の選手宿舎。現存せず）で開かれた祝勝会の折にカールトン半田（日本名・半田春夫）内野手が、他の選手にビールをかけたことが起源であるとされる。
ハワイ生まれの日系二世でマイナーリーグでプレーした経験もあり、アメリカのシャンパンファイトの風習を知っていた半田は、せっかく優勝したのにビールの乾杯だけで済ませてしまうのは寂しいと思い、「アメリカでは、優勝したらこうするんだぜ」と言いながら突然、杉浦忠投手の頭にビールをかけた。一瞬、周囲の選手たちは「何をするのか」とあっけにとられたが、やられた方の杉浦がすかさず反撃して半田にビールをかけたところ、「面白そうだ」とその場にいた人間があっという間に真似をし始めた。厳格な指導法で知られた鶴岡一人監督は、最初は何が始まったのか理解できない様子だったが、そのうち自分の顔にもかけられて喜んでいたという。
これに関し、当時、参加した野村克也は後に「巨人に勝った年の祝勝会で、旅館の畳の上でいきなりやってしまい、旅館に滅茶苦茶怒られた」というエピソードを明かしている。これは会場が畳部屋で、祝勝会の終了後は部屋が使用できなくなってしまった（畳を全て交換する必要が生じた）ためであり、球団に対しても旅館から厳重な抗議申し入れがあったという。
半田はこれにとどまらず、もう一人の外国人選手だったジョン・サディナとともに、選手たちにコーチの蔭山和夫と柚木進を胴上げしてユニホームのまま風呂に投げ込むことを提案して実行したことを、鶴岡が著書で記している。
その後南海が日本シリーズで読売ジャイアンツを破って悲願の日本一となった後の祝勝会（最終戦が後楽園球場だったため、こちらも中野ホテルが会場）でもビールかけが行われ、ビールを浴びた選手たちはユニホーム姿のまま風呂に飛び込んで喜びを爆発させたという。

これ以後、ビールかけは日本のプロ野球の伝統的な風習として定着するようになり、翌1960年に大毎オリオンズがリーグ優勝を決めた際のニュース映画にはビールかけをする大毎選手が映っている他、2年後の1962年に阪神タイガースがリーグ優勝したときの新聞記事には「頭からビールをぶっかけられておどり上がるソロムコ選手」という記述があり、この時点でセントラル・リーグの球団にも伝わっていたことがわかる。なお映像として残っているものとして前述の大毎の例の他、1966年に読売ジャイアンツがリーグ優勝した際に行われたものを日本テレビが収録した映像が最古と見られている。

## 催行内容

### 日本プロ野球
会場は、選手宿舎のガーデンや球場の駐車場など、広いスペースを確保できる場所を利用することが多い。1979年（昭和54年）にプレーオフを制しパ・リーグ初優勝を果たした近鉄バファローズは日本生命球場（日生球場）で、1991年（平成3年）にセ・リーグ優勝を決めた広島東洋カープは広島市民球場で、2015年（平成27年）と2022年（令和4年）にセ・リーグのレギュラーシーズンを優勝した東京ヤクルトスワローズは明治神宮野球場で（2015年はホームゲーム最終戦のセレモニーを兼ねて）、それぞれファンが見守る中で挙行している。近年は派生としてサヨナラゲームの際、サヨナラ打点を挙げた打者にチームメイトがペットボトルのミネラルウォーターをかけて称えることがあるほか、2022年4月10日に日本プロ野球では槙原寛己以来28年ぶりの完全試合を達成した千葉ロッテマリーンズの佐々木朗希はチームメイトのレオネス・マーティンとブランドン・レアードから水かけの祝福があった。
参加する側からは、日本プロ野球では村田真一が自己の所属するチームの1989年などの優勝に際してのビールかけについて、「おれら、みんな一緒に喜び合える。思いっきりバカになってね。それが素晴らしい。生きててよかったと思うよ、ホンマ」と言っている例がある。
ビールかけに使用するビールは常温のものが用意される。横浜ベイスターズの1998年のセ・リーグ優勝時の際にはビールかけ用として用意された常温のビール以外にも、その後の祝勝会用に用意されていた冷やしたビールまでも使用したため、佐々木主浩ら参加選手は体調を崩してしまったというハプニングも発生した。

### その他
2016年10月17日、WBC世界王座3階級制覇を達成した長谷川穂積が日本プロボクシングでは異例となるビールかけを決行した。
スポーツとは異なるが、2014年4月から10月までアイドルグループのAKB48グループにおいて、プロ野球のペナントレースを模して各チームの劇場公演の観客動員数などを競う「AKB48グループペナントレース～AKB48グループは競い合って磨かれる～」が行われ、諸事情により9月途中で中止となったが、中止の時点でトップの総合点となっていたHKT48のチームKIV（当時）が「暫定王者」という形で、取材していた日刊スポーツの「AKB48グループ新聞」の企画で炭酸水を使用したビールかけが行われている。

## 問題点

### 排水
ビールかけは、飲料を本来の用途として用いずに、大量の汚水を発生させる行為であり、環境への負荷も大きい。これに関し、東北楽天ゴールデンイーグルスやベガルタ仙台などが本拠地としている仙台市の条例では、汚水・雨水を排水する事業体に対し、排水の水質に厳しい条件を設けている。このため、仙台市内で大規模なビールかけを実施する場合は、発生した汚水を直接に排出するのではなく、バキュームカーで吸い込んだ後に処理する必要がある。実際にクリネックススタジアム宮城では、2010年にパ・リーグを優勝した福岡ソフトバンクホークスや、2013年の日本シリーズで優勝した楽天が、試合後のビールかけのためにバキュームカーを用意した。なお楽天は2013年のクライマックスシリーズ優勝時の祝勝会では室内練習場でのシャンパンによる乾杯にとどめられ、ビールかけは実施されなかった。
その他の自治体にも同様の基準があるが、仙台市以外では50トン以下の排水に対し基準が適用されないため、ビールかけの実施に支障はない。

### 批判
長年にわたって行われてきた行事であることから、大衆の意識が全体的に薄れていることもあるが、上述の通り、ビールかけは「飲用する」という本来の目的から外れた行為であるため、「ビールを無駄にしている」という批判も当然ある。
- 1984年（昭和59年）に広島が優勝した折には、「ビールかけは資源を浪費する無益な行為」という投書が直前に新聞に掲載されたため、報道陣をシャットアウトしてビールかけを行った例がある。
- 1990年（平成2年）には、シーズン終盤の9月4日に当時の吉國一郎コミッショナーが「飲食物を粗末にすることに違和感がある」として、優勝時のビールかけの自粛を求める「強い要望」を述べたが、この年優勝した巨人・西武ともこの要請を無視する形でビールかけを実施した[20]。
- 2005年（平成17年）10月に千葉ロッテマリーンズがパシフィック・リーグ優勝を達成してビールかけを行った際、中山明展は『北海道新聞』紙上で、同月に発生したパキスタン地震で多数の被災者が出ていることや、ロッテ監督のボビー・バレンタインがアメリカ同時多発テロで犠牲になった知人の子供を引き取ったり、やハリケーン・カトリーナの被災者救援に取り組んだりしていることなどを指摘し、祝勝会ではビールかけではなく、ファンに酒を振る舞うなどのイベントをしてほしいと提言していた[21]。
- また、後述の当時の福岡ダイエーホークスのようにオーナー企業の社業（小売業）に対するポリシーから、ビールではなく独自に開発した炭酸水でビールかけを代替したケースがある。

### 未成年者
20歳未満の飲酒を禁止する二十歳未満ノ者ノ飲酒ノ禁止ニ関スル法律の罰則は、経口での飲酒時に適用されるため、身体などにかける場合であれば違法ではないと解釈されている。そのため、当時は未成年ながらレギュラーメンバーとして優勝に貢献した清原和博（1986年・西武ライオンズ）や桑田真澄（1987年・読売ジャイアンツ）、真田裕貴（2002年・読売ジャイアンツ）がビールかけに参加しても、違法行為として本人や球団に処罰が下ることはなかった。
しかしながら近年は、未成年選手が優勝祝賀会に参加するのを自粛したり、ノンアルコール飲料で代用するなどの対応を行う球団が増えている。2008年のセントラル・リーグ優勝の読売ジャイアンツでは、未成年だった遊撃手レギュラーの坂本勇人は、「ビールをかけないでください。私は未成年です」と大きく書いたたすきをかけ、口に「×」マークイラスト付マスクをして、炭酸水をビールの代わりにかけてもらっていた。翌年にも、未成年であった中井大介、大田泰示に対し、同様の対応を実施している。2012年の日本ハムにおいては、未成年の近藤健介は参加できず、会場の入り口で見学となった。2013年の東北楽天ゴールデンイーグルスにおいても、9月26日のリーグ優勝時に未成年であった釜田佳直がビールかけに参加できなかったが、10月26日に20歳になったため、11月3日の日本一のときは参加した。2017年の横浜DeNAベイスターズにおいても、クライマックスシリーズ制覇後にビールかけが行われ、未成年の細川成也は会場内での見学となった。
サッカーにおいても、2012年に女子サッカーなでしこリーグのINAC神戸レオネッサがリーグ優勝した際の祝勝会では、当時未成年の仲田歩夢がいる関係からビールの代わりに1000本のノンアルコールビールを使用したビールかけを行った。Jリーグ・北海道コンサドーレ札幌も、未成年者については別室でアルコール以外の飲料を用いるか見学することになっている。

## 中止・変更とその理由
日本のプロ野球の風習において、ビールかけは毎年必ず行われるわけではなく、種々の理由で中止されたり、かける物が変更されたりしたこともある。
| 年度               | チーム              | 中止の理由 |
| ------------------ | ------------------- | --- |
| 1973年（昭和48年） | 巨人                | 試合終了後に騒動があったため、川上哲治監督の「今日はもう早く帰りたい」の一言で中止。 |
| 1982年（昭和57年） | 西武                | 前期優勝決定後は行わず。プレーオフ勝利後に行っている。 |
| 1985年（昭和60年） | 西武                | リーグ優勝決定日に広岡達朗監督が体調不良で欠場していたことから、優勝パーティーはあったがビールかけのセレモニーはしなかった。ただパイ投げなどをする選手が若干名いた。帰京してから広岡監督を交え、改めて祝勝会・ビールかけを行った。             |
| 1988年（昭和63年） | 中日 西武           | 昭和天皇の病状を考慮して中止。ただし祝勝会は「慰労会」として実施。尚、西武は日本シリーズの祝勝会でビールかけを行っている。 |
| 1997年（平成09年） | ヤクルト            | シャンパンファイト。ビールは使用せず。 |
| 1999年（平成11年） | ダイエー            | オーナー企業のダイエーが小売業で、「商品として販売するものを無駄にしてはいけない」という中内㓛オーナーの考えから、ビールかけ用にダイエー本社が独自に製作した「祝勝水」（炭酸水）で代用。2000年も同様。                                         |
| 2000年（平成12年） | 巨人                | シャンパンファイト。ビールは使用せず。 |
| 2001年（平成13年） | ヤクルト 近鉄       | アメリカ同時多発テロ事件を考慮して中止。 |
| 2014年（平成26年） | 阪神                | リーグ2位でのクライマックスシリーズ優勝時、「あくまで日本一への通過点」として開催せず。日本シリーズでは敗退したため、ビールかけは行われなかった。                                                                                              |
| 2020年（令和02年） | 巨人 ソフトバンク   | 新型コロナウイルス感染防止のため。巨人は祝勝会自体を開催せず。ソフトバンクの祝勝会はくす玉とクラッカーのみで短時間で終了。日本シリーズ優勝後の祝賀会も同様の措置が取られた。                                                                   |
| 2021年（令和03年） | ヤクルト オリックス | 新型コロナウイルス感染防止のため。ヤクルトの祝勝会はアルコールなしで実施。オリックスの祝勝会はシャンパン型のクラッカーを鳴らす形で代替した。なお、日本シリーズはヤクルトが優勝したが、こちらの祝勝会では非公開の形でビールかけが行われている。 |

- 1995年には阪神・淡路大震災が、2011年には東日本大震災がそれぞれプロ野球開幕前に発生したが、それぞれの覇者であるヤクルトスワローズ、オリックス・ブルーウェーブと中日ドラゴンズ、福岡ソフトバンクホークスはビールかけを自粛せず実施した。また、2004年には日本シリーズ開催中の10月23日に新潟県中越地震が発生したが、日本シリーズ勝者の西武ライオンズは予定通りビールかけを実施した。
- 野球日本代表がワールド・ベースボール・クラシックで優勝した際（2006年、2009年、2023年）には、ロッカールームでシャンパンファイトが行われた[37]。なお、同大会の決勝が行われるアメリカ合衆国では現地の法律で飲酒できるのが21歳以上と定められているため、20歳であってもシャンパンファイトに参加することはできない[38][39][40]。

## 海外
世界的なビールどころとして知られるドイツでもビールかけが行われている。